# Bedingungssatz
Bedingungssatz, auch Konditionalsatz, bezeichnet in der Grammatik einen Typ von Adverbialsatz, also einen Nebensatz. Bedingungssätze werden im Deutschen markiert durch Konjunktionen wie wenn,  falls und sofern oder durch eine besondere Wortstellung (Verb-Erst-Stellung). Die Kombination aus Bedingungssatz und seinem zugehörigen Hauptsatz heißt auch Konditionalgefüge (oder „Wenn-dann-Satz“, „Bedingung-Folge-Satz“).
Die Bedeutung eines Bedingungssatzes besteht in einem allgemeinen Sinn darin, den Vordersatz eines Konditionals auszudrücken, also eine Voraussetzung für die Geltung eines weiteren Satzes. Im Einzelnen entstehen je nach grammatischer Form und Kontext verschiedene inhaltlich angereicherte Interpretationsvarianten. In einer groben Einteilung werden im Allgemeinen drei Typen angeführt: Konditionalsatz I (Realis der Gegenwart oder Wahrscheinlichkeit), II (Irrealis der Gegenwart oder Unwahrscheinlichkeit) und III (Irrealis der Vergangenheit oder Unmöglichkeit).

## Bedingungssätze in der deutschen Sprache
Im Deutschen führt die Bildung von Konditional- oder auch Bedingungssätzen über eine spezielle Satzstruktur. Sie stehen in Abhängigkeit zu einer Handlung, einem Ereignis oder einer Tatsache, die erst von einer bestimmten Bedingung aus benannt werden kann – anders gesagt: die also nur dann zustande kommt, wenn eine bestimmte Bedingung, also Kondition, erfüllt ist. Ferner werden im deutschen Konditionalsatz bestimmte Konjunktionen verwendet. Das Entscheidende bei der Beurteilung der Bedingung ist die Prüfung, ob es sich um eine erfüllbare Bedingung zum Zeitpunkt der Äußerung oder in der Zukunft handelt – beschrieben als realer Satz (Konditionalsatz I) – oder ob in einem irrealen Satz eine Handlung, ein Ereignis oder ein Zustand in der Vergangenheit oder der Zukunft als unerfüllbare oder eingeschränkte Bedingung liegend beschrieben wird.
| Bezeichnung der Form               | Tempora                          | Beispiel                                                               |
| Indefinitus (Realis) der Gegenwart | Präsens oder Futur I             | Wenn sie kommt, (dann) werde ich mit ihr sprechen/spreche ich mit ihr. |
| Irrealis der Gegenwart             | Konjunktiv II im Präteritum      | Wenn sie käme, (dann) würde ich mit ihr sprechen/spräche ich mit ihr.  |
| Irrealis der Vergangenheit         | Konjunktiv II im Plusquamperfekt | Wenn sie gekommen wäre, (dann) hätte ich mit ihr gesprochen.           |